# Ketosia riosi
Ketosia riosi is een slakkensoort uit de familie van de Barleeiidae. De wetenschappelijke naam van de soort is voor het eerst geldig gepubliceerd in 2006 door Dos Santos & Absalão.